# Flugunfall eines Airbus A310 in Mbuji-Mayi
Der Flugunfall eines Airbus A310 in Mbuji-Mayi ereignete sich am 24. Dezember 2015, als ein auf dem Flughafen Lubumbashi gestarteter Airbus A310-304F der Serve Air bei der Landung auf dem Flughafen Mbuji-Mayi das Landebahnende überschoss, durch die Flughafenumzäunung brach und mit einer Wohnsiedlung kollidierte, in der acht Bewohner ums Leben kamen und neun weitere verletzt wurden.

## Maschine
Bei dem verunglückten Flugzeug handelte es sich um einen Airbus A310-304F mit der Werknummer 413, der 1986 als Passagierversion A310-304 gebaut wurde und am 7. März 1986 mit dem Testkennzeichen F-WWCJ seinen Erstflug absolvierte. Am 29. Mai 1986 wurde die Maschine an die Air India ausgeliefert, bei der sie das Luftfahrzeugkennzeichen VT-EJI und den Taufnamen Saraswati erhielt. Letzteren behielt sie trotz wechselnder Betreiber, bis zum Ende ihrer Betriebszeit bei. Im Dezember 2008 wurde das Flugzeug zur Frachtmaschine umgebaut und als solche weiter von der Air India eingesetzt. Im März 2011 wurde die Maschine an die Shiv Air aus Uganda verkauft, bei der sie das Luftfahrzeugkennzeichen 5X-HJI trug. Am 27. März 2013 übernahm die Services Air aus der Demokratischen Republik Kongo die Maschine und ließ diese mit dem neuen Kennzeichen 9Q-CVH wieder zu. Als die Fluggesellschaft im Oktober 2015 in Serve Air umfirmierte, ging die Maschine in die Flotte dieser Fluggesellschaft über. Das zweistrahlige Langstrecken-Großraumflugzeug war mit zwei Turbojettriebwerken des Typs General Electric CF6-80C2A2 ausgestattet.

## Insassen
Es befand sich eine fünfköpfige Besatzung an Bord der Maschine.

## Unfallhergang
Zum Unfallzeitpunkt regnete es stark. Berichten zufolge hatte die Besatzung des A310 bereits zwei Fehlanflüge durchgeführt, als sie im dritten Anflug die Maschine auf der Landebahn 17 des Flughafens Mbuji-Mayi aufsetzte. Den Piloten gelang es nicht, die Maschine auf der Landebahn zum Stehen zu bringen. Die Maschine überrollte das Landebahnende und rollte in eine Wohnsiedlung, die 300 Meter hinter dem Landebahnende begann. Der Airbus riss mehrere Hütten mit. Acht Personen aus der Siedlung, sieben Frauen und ein Junge, wurden dabei getötet und neun weitere Personen verletzt.

## Ursache
Nach dem Unfall wurde vermutet, dass der desolate Zustand der Oberfläche der Landebahn die Ursache für den Unfall gewesen war. Zwei Wochen zuvor hatte die Congo Airways ihre Flüge nach Mbuji-Mayi aufgrund des aus ihrer Sicht inakzeptablen Zustandes der Landebahnoberfläche eingestellt. Beamte der kongolesischen Luftfahrtbehörde, die die Landebahn am 20. Dezember 2015 inspiziert hatten, beschrieben ihren Zustand als in der Tat alt, jedoch nutzbar. Am 19. August 2015 wurde eine Boeing 737-300 der Korongo Airlines beim Start in Mbuji-Mayi schwer beschädigt, als Asphaltstücke, die sich von der Startbahn abgelöst hatten, beim Startlauf gegen die Höhenruder prallten.

## Verbleib der Maschine
Obwohl der Airbus nicht irreparabel beschädigt wurde, wurde er im Mai 2017 in Mbuji-Mayi verschrottet.